# 임서원
임서원(2011년 1월 27일 ~ )은 대한민국의 가수이다.

## 학력
- 서울가락초등학교 (졸업)
- 해누리중학교 (재학)

## 음반
- 2021년 《어깨춤》

## 음원
- 2021년 《너는내남자》,《너는내남자(mr)》
- 2021년 《어깨춤》,《어깨춤(lnst.)》
- 2021년 《바나나차차》,《바나나차차(lnst.)》
- 2021년 《크리스마스에는축복을》
- 2021년 《캐롤매들리》

## 방송
- 2018년 KBS1 《아침마당》
- 2018년 KBS2 《노래가 좋아》
- 2020년 TV조선 《내일은 미스트롯 2》
- 2020년 TV조선 《아내의 맛》
- 2021년 KBS 조이 《무엇이든 물어보살》
- 2021년 TV조선 《뽕숭아학당》
- 2021년 TV조선 《화요청백전》
- 2021년 KBS2 《슈퍼맨이 돌아왔다》
- 2021년 MBC 에브리원 《대한외국인》
- 2021년 JTBC 월화드라마 《아이돌: 더 쿠데타》- 어린 현지 역
- 2022년 TV조선 《개나리학당》
- 2023년 SBS 《유니버스 티켓》

## CF
- 2018년 NC백화점
- 2019년 웅진플레이도시
- 2021년 구몬학습
- 2021년 베트남 일동후디스 하이키드
- 2025년 서울우유협동조합 서울우유 치즈 까요까요

## 뮤지컬
- 2023년 《드림하이》 - 키즈 고혜미 역 (2023.5.13 ~ 2023.7.23 광림아트센터 BBCH홀)